# Wyboo
Wyboo es un lugar designado por el censo ubicado en el condado de Clarendon en el estado estadounidense de Carolina del Sur. En el Censo de 2020 tenía una población de 3661 habitantes y una densidad poblacional de 81,32 habitantes por km². Fue incluido como CDP en el censo de 2020.

## Geografía
Wyboo se encuentra ubicado en las coordenadas 33°33′25″N 80°12′55″O / 33.55694, -80.21528. Según la Oficina del Censo de los Estados Unidos,  tiene una superficie total de 45,02 km², de la cual 38,76 km² corresponden a tierra firme y 6,26 km² a agua.